# Atletika na Letních olympijských hrách 1972 – 200 metrů muži
 Běh na 200 metrů mužů na Letních olympijských hrách 1972 se uskutečnil ve dnech 3.  a 4. září  na Olympijském stadionu v Mnichově. Vítězem se stal reprezentant Sovětského svazu Valerij Borzov a získal po vítězství v běhu na 100 metrů druhou zlatou medaili na těchto hrách. Stříbrnou medaili získal Američan Larry Black a bronz Ital Pietro Mennea.

## Zajímavost
Všichni tři muži, kteří se na předchozích olympijských hrách v Mexiku umístili v této disciplíně na stupních vítězů (Tommie Smith, Peter Norman a John Carlos), se v Mnichově nemohli závodů účastnit, neboť byli vyloučeni ze svých týmů.

## Výsledky finálového běhu
| *                | jméno              | země                           | čas   |
| ---------------- | ------------------ | ------------------------------ | ----- |
| Zlatá medaile    | Valerij Borzov     | Sovětský svaz                  | 20,00 |
| Stříbrná medaile | Larry Black        | Spojené státy americké         | 20,19 |
| Bronzová medaile | Pietro Mennea      | Itálie                         | 20,30 |
| 4                | Larry Burton       | Spojené státy americké         | 20,37 |
| 5                | Chuck Smith        | Spojené státy americké         | 20,55 |
| 6                | Siegfried Schenke  | Německá demokratická republika | 20,56 |
| 7                | Martin Jellinghaus | Západní Německo                | 20,65 |
| 8                | Hans-Joachim Zenk  | Německá demokratická republika | 21,05 |